# طنة قنواتية
طنة قنواتية (الاسم العلمي: Tonna canaliculata) هو نوع من الرخويات يتبع جنس الطنة من الفصيلة الطنية.